# Legionella septentrionalis
Espèce
Legionella septentrionalis est une espèce de bactéries gram-négatives de la famille des Legionellaceae.

## Description
Les Legionella septentrionalis sont des bactéries gram-négatives en formes de bacilles.

## Taxonomie
Le nom correct complet (avec auteur) de ce taxon est Legionella septentrionalis Li et al. 2021.
La souche type de cette espèce est la souche km711 qui a été déposée dans les banques de cutures bactériennes sous les identifiants KCTC 15655 et NBRC 113219,.

### Étymologie
L'étymologie de cette espèce est la suivante : sep.ten.tri.o.na’lis. L. masc./fem. adj. septentrionalis, nordique, en relation avec la région où l'organisme a été isolé.